# Paroxyophthalmus savatieri
Paroxyophthalmus savatieri är en bönsyrseart som beskrevs av Alphonse Trémeau de Rochebrune 1883. Paroxyophthalmus savatieri ingår i släktet Paroxyophthalmus och familjen Tarachodidae. Inga underarter finns listade i Catalogue of Life.